# Pyrellia tasmaniae
Pyrellia tasmaniae är en tvåvingeart som beskrevs av Macquart 1846. Pyrellia tasmaniae ingår i släktet Pyrellia och familjen husflugor. Inga underarter finns listade i Catalogue of Life.